# Olympische Jugend-Sommerspiele 2010/Leichtathletik
| Leichtathletik bei den I. Olympischen Jugend-Sommerspielen | Leichtathletik bei den I. Olympischen Jugend-Sommerspielen |
| Olympische Ringe · Leichtathletik                          | Olympische Ringe · Leichtathletik                          |
| Informationen                                              | Informationen                                              |
| ---------------------------------------------------------- | ---------------------------------------------------------- |
| Teilnehmer:                                                | 642 Athleten                                               |
| Datum:                                                     | 17. August – 23. August                                    |
| Austragungsort:                                            | Bishan Stadium                                             |
| Wettkampfort:                                              | Singapur                                                   |
| Entscheidungen:                                            | 36                                                         |
|                                                            | Nanjing 2014 →                                             |
| Olympische Ringe                                           | Leichtathletik                                             |

| Olympische Jugend-Sommerspiele 2010 (Medaillenspiegel Leichtathletik) | Olympische Jugend-Sommerspiele 2010 (Medaillenspiegel Leichtathletik) | Olympische Jugend-Sommerspiele 2010 (Medaillenspiegel Leichtathletik) | Olympische Jugend-Sommerspiele 2010 (Medaillenspiegel Leichtathletik) | Olympische Jugend-Sommerspiele 2010 (Medaillenspiegel Leichtathletik) | Olympische Jugend-Sommerspiele 2010 (Medaillenspiegel Leichtathletik) |
| Platz                                                                 | Mannschaft                                                            | Goldmedaillen                                                         | Silbermedaillen                                                       | Bronzemedaillen                                                       | Total                                                                 |
| --------------------------------------------------------------------- | --------------------------------------------------------------------- | --------------------------------------------------------------------- | --------------------------------------------------------------------- | --------------------------------------------------------------------- | --------------------------------------------------------------------- |
| 01                                                                    | Kenia                                                                 | 3                                                                     | —                                                                     | 3                                                                     | 6                                                                     |
| 02                                                                    | Russland                                                              | 3                                                                     | —                                                                     | 2                                                                     | 5                                                                     |
| 03                                                                    | China                                                                 | 2                                                                     | 4                                                                     | 1                                                                     | 7                                                                     |
| 04                                                                    | Äthiopien                                                             | 2                                                                     | 3                                                                     | —                                                                     | 5                                                                     |
| 05                                                                    | Gemischte Mannschaft                                                  | 2                                                                     | 2                                                                     | 2                                                                     | 6                                                                     |
| 06                                                                    | Frankreich                                                            | 2                                                                     | 1                                                                     | —                                                                     | 3                                                                     |
| 0                                                                     | Kuba                                                                  | 2                                                                     | 1                                                                     | —                                                                     | 3                                                                     |
| 08                                                                    | Ukraine                                                               | 2                                                                     | —                                                                     | 5                                                                     | 7                                                                     |
| 09                                                                    | Deutschland                                                           | 2                                                                     | —                                                                     | 2                                                                     | 4                                                                     |
| 10                                                                    | Niger                                                                 | 2                                                                     | —                                                                     | 1                                                                     | 3                                                                     |
| 0                                                                     | Schweden                                                              | 2                                                                     | —                                                                     | 1                                                                     | 3                                                                     |
| 12                                                                    | Australien                                                            | 1                                                                     | 3                                                                     | —                                                                     | 4                                                                     |
| 13                                                                    | Vereinigte Staaten                                                    | 1                                                                     | 2                                                                     | 3                                                                     | 6                                                                     |
| 14                                                                    | Südafrika                                                             | 1                                                                     | 1                                                                     | 1                                                                     | 3                                                                     |
| 15                                                                    | Brasilien                                                             | 1                                                                     | 1                                                                     | —                                                                     | 2                                                                     |
| 0                                                                     | Italien                                                               | 1                                                                     | 1                                                                     | —                                                                     | 2                                                                     |
| 17                                                                    | Polen                                                                 | 1                                                                     | —                                                                     | 2                                                                     | 3                                                                     |
| 18                                                                    | Dominikanische Republik                                               | 1                                                                     | —                                                                     | 1                                                                     | 2                                                                     |
| 0                                                                     | Eritrea                                                               | 1                                                                     | —                                                                     | 1                                                                     | 2                                                                     |
| 20                                                                    | Argentinien                                                           | 1                                                                     | —                                                                     | —                                                                     | 1                                                                     |
| 0                                                                     | Israel                                                                | 1                                                                     | —                                                                     | —                                                                     | 1                                                                     |
| 0                                                                     | Jamaika                                                               | 1                                                                     | —                                                                     | —                                                                     | 1                                                                     |
| 0                                                                     | Spanien                                                               | 1                                                                     | —                                                                     | —                                                                     | 1                                                                     |
| 24                                                                    | Japan                                                                 | —                                                                     | 4                                                                     | —                                                                     | 4                                                                     |
| 25                                                                    | Indien                                                                | —                                                                     | 2                                                                     | —                                                                     | 2                                                                     |
| 0                                                                     | Rumänien                                                              | —                                                                     | 2                                                                     | —                                                                     | 2                                                                     |
| 27                                                                    | Schweiz                                                               | —                                                                     | 1                                                                     | 1                                                                     | 2                                                                     |
| 0                                                                     | Ungarn                                                                | —                                                                     | 1                                                                     | 1                                                                     | 2                                                                     |
| 29                                                                    | Bahamas                                                               | —                                                                     | 1                                                                     | —                                                                     | 1                                                                     |
| 0                                                                     | Dänemark                                                              | —                                                                     | 1                                                                     | —                                                                     | 1                                                                     |
| 0                                                                     | Ecuador                                                               | —                                                                     | 1                                                                     | —                                                                     | 1                                                                     |
| 0                                                                     | Katar                                                                 | —                                                                     | 1                                                                     | —                                                                     | 1                                                                     |
| 0                                                                     | Neuseeland                                                            | —                                                                     | 1                                                                     | —                                                                     | 1                                                                     |
| 0                                                                     | Belarus                                                               | —                                                                     | 1                                                                     | —                                                                     | 1                                                                     |
| 0                                                                     | Zypern                                                                | —                                                                     | 1                                                                     | —                                                                     | 1                                                                     |
| 36                                                                    | Großbritannien                                                        | —                                                                     | —                                                                     | 2                                                                     | 2                                                                     |
| 37                                                                    | Bulgarien                                                             | —                                                                     | —                                                                     | 1                                                                     | 1                                                                     |
| 0                                                                     | Finnland                                                              | —                                                                     | —                                                                     | 1                                                                     | 1                                                                     |
| 0                                                                     | Griechenland                                                          | —                                                                     | —                                                                     | 1                                                                     | 1                                                                     |
| 0                                                                     | Lettland                                                              | —                                                                     | —                                                                     | 1                                                                     | 1                                                                     |
| 0                                                                     | Marokko                                                               | —                                                                     | —                                                                     | 1                                                                     | 1                                                                     |
| 0                                                                     | Tschechien                                                            | —                                                                     | —                                                                     | 1                                                                     | 1                                                                     |
| 0                                                                     | Uganda                                                                | —                                                                     | —                                                                     | 1                                                                     | 1                                                                     |

Bei den Olympischen Jugend-Sommerspielen 2010 in Singapur wurden vom 17. bis 23. August 2010 insgesamt 36 Wettbewerbe (je 18 für Jungen und Mädchen) in der Leichtathletik ausgetragen. Die Spiele fanden im Bishan Stadium statt.
Die meisten Wettbewerbe waren identisch mit denen der Olympischen Sommerspiele. Unterschiede gab es bei folgenden Wettbewerben:
- Statt der traditionellen 800- und 1500-Meter-Rennen gab es lediglich ein 1000-Meter-Rennen
- Statt des eher üblichen 3000-Meter-Hindernislaufes gab es einen 2000-Meter-Hindernislauf

Außerdem wurde ein Teamrennen für Kontinental-Auswahlen im schwedischen Stil angeboten. Hierbei bestand ein Team aus vier Athleten. Der erste Athlet lief 100, der zweite 200, der dritte 300 und der vierte schließlich 400 Meter. Es ergibt sich somit eine Komplettdistanz von 1 km.

## Jungen

### 100 m
| Platz | Land | Athlet           | Zeit (s)   |
| ----- | ---- | ---------------- | ---------- |
| 1     | JAM  | Odane Skeen      | 10,42 (PB) |
| 2     | JPN  | Masaki Nashimoto | 10,51 (PB) |
| 3     | GBR  | David Bolarinwa  | 10,51      |

Die Finalwettkämpfe wurden am 21. August 2010 ausgetragen.

Wind: +0,1 m/s

### 200 m
| Platz | Land | Athlet           | Zeit (s) |
| ----- | ---- | ---------------- | -------- |
| 1     | CHN  | Xie Zhenye       | 21,22    |
| 2     | JPN  | Keisuke Homma    | 21,27    |
| 3     | GER  | Patrick Domogala | 21,36    |

Die Finalwettkämpfe wurden am 22. August 2010 ausgetragen.

Wind: +0,4 m/s

### 400 m
| Platz | Land | Athlet           | Zeit (s)   |
| ----- | ---- | ---------------- | ---------- |
| 1     | DOM  | Luguelín Santos  | 47,11      |
| 2     | RSA  | Ruan Greyling    | 47,22 (PB) |
| 3     | KEN  | Alphas Kishoyian | 47,24 (PB) |

Die Finalwettkämpfe wurden am 21. August 2010 ausgetragen.

 Lukas Schmitz belegte mit 48,70 s Platz 8.

### 1000 m
| Platz | Land | Athlet        | Zeit (min)   |
| ----- | ---- | ------------- | ------------ |
| 1     | ETH  | Mohammed Aman | 2:19,54 (PB) |
| 2     | QAT  | Hamza Driouch | 2:21,25      |
| 3     | GBR  | Charlie Grice | 2:21,85 (PB) |

Die Finalwettkämpfe wurden am 22. August 2010 ausgetragen.

### 3000 m
| Platz | Land | Athlet         | Zeit (min)   |
| ----- | ---- | -------------- | ------------ |
| 1     | ERI  | Abrar Osman    | 8:07,24      |
| 2     | ETH  | Fekru Jebesa   | 8:08,53      |
| 3     | MAR  | Hicham Sigueni | 8:08,55 (SB) |

Die Finalwettkämpfe wurden am 22. August 2010 ausgetragen.

### 110 m Hürden
| Platz | Land | Athlet         | Zeit (s)   |
| ----- | ---- | -------------- | ---------- |
| 1     | AUS  | Nicholas Hough | 13,37 (PB) |
| 2     | CHN  | Dongqiang Wang | 13,41 (PB) |
| 3     | FIN  | Jussi Kanervo  | 13,53 (PB) |

Die Finalwettkämpfe wurden am 21. August 2010 ausgetragen.

### 400 m Hürden
| Platz | Land | Athlet               | Zeit (s)   |
| ----- | ---- | -------------------- | ---------- |
| 1     | CUB  | Norge Lara Sotomayor | 50,69      |
| 2     | IND  | Kumar Durgesh        | 50,81 (PB) |
| 3     | KEN  | William Mutunga      | 51,23 (PB) |

Die Finalwettkämpfe wurden am 23. August 2010 ausgetragen.

 Felix Franz belegte mit 51,60 s Platz vier.

### 2000 m Hindernislauf
| Platz | Land | Athlet               | Zeit (min)   |
| ----- | ---- | -------------------- | ------------ |
| 1     | KEN  | Peter Matheka Mutuku | 5:37,63 (PB) |
| 2     | ETH  | Habtamu Fayisa       | 5:39,10      |
| 3     | UGA  | Zakaria Kiprotich    | 5:41,25 (PB) |

Die Finalwettkämpfe wurden am 23. August 2010 ausgetragen.

### Teamrennen im schwedischen Stil
| Platz | Land                 | Athlet                                                                                             | Zeit (min) |
| ----- | -------------------- | -------------------------------------------------------------------------------------------------- | ---------- |
| 1     | Gemischte Mannschaft | Amerika Caio dos Santos ( BRA), Odane Skeen ( JAM), Najee Glass ( USA), Luguelín Santos ( DOM)     | 1:51,38    |
| 2     | Gemischte Mannschaft | Europa David Bolarinwa ( GBR), Tomasz Kluczyński ( POL), Marco Lorenzi ( ITA), Nikita Uglow ( RUS) | 1:52,11    |
| 3     | Gemischte Mannschaft | Ozeanien Lepani Naivalu ( FIJ), John Rivan ( PNG), Nicholas Hough ( AUS), Raheen Williams ( AUS)   | 1:52,71    |

Die Finalwettkämpfe wurden am 23. August 2010 ausgetragen.

### 10 km Gehen
| Platz | Land | Athlet              | Zeit (min)    |
| ----- | ---- | ------------------- | ------------- |
| 1     | UKR  | Ihor Ljaschtschenko | 42:43,93      |
| 2     | ECU  | Oscar Villavicencio | 43:46,00 (PB) |
| 3     | RUS  | Pawel Parschin      | 44:18,04      |

Die Finalwettkämpfe wurden am 22. August 2010 ausgetragen.

### Hochsprung
| Platz | Land | Athlet             | Höhe (m)  |
| ----- | ---- | ------------------ | --------- |
| 1     | ISR  | Dmitry Kroytor     | 2,19      |
| 2     | AUS  | Brandon Starc      | 2,19 (PB) |
| 3     | UKR  | Wiktor Tschernysch | 2,17 (PB) |

Die Finalwettkämpfe wurden am 21. August 2010 ausgetragen.

### Stabhochsprung
| Platz | Land | Athlet               | Höhe (m)  |
| ----- | ---- | -------------------- | --------- |
| 1     | ESP  | Didac Salas          | 5,05 (PB) |
| 2     | BRA  | Thiago Braz da Silva | 5,05 (PB) |
| 3     | GRE  | T. Chrysanthopoulos  | 4,95 (PB) |

Die Finalwettkämpfe wurden am 23. August 2010 ausgetragen.

 Jonas Efferoth belegte mit 4,85 m Platz vier.

### Weitsprung
| Platz | Land | Athlet          | Weite (m) |
| ----- | ---- | --------------- | --------- |
| 1     | BRA  | Caio dos Santos | 7,69      |
| 2     | JPN  | Sho Matsubara   | 7,65 (PB) |
| 3     | RSA  | Rudolph Pienaar | 7,53 (PB) |

Die Finalwettkämpfe wurden am 22. August 2010 ausgetragen.

### Dreisprung
| Platz | Land | Athlet               | Weite (m)  |
| ----- | ---- | -------------------- | ---------- |
| 1     | CUB  | Radame Fabar Sanchez | 16,37 (PB) |
| 2     | CHN  | Fu Haitao            | 16,14 (PB) |
| 3     | BUL  | Georgi Zonow         | 15,80      |

Die Finalwettkämpfe wurden am 23. August 2010 ausgetragen.

### Kugelstoßen
| Platz | Land | Athlet               | Weite (m)   |
| ----- | ---- | -------------------- | ----------- |
| 1     | POL  | Krzysztof Brzozowski | 23,23 (WYB) |
| 2     | NZL  | Jacko Gill           | 22,60 (PB)  |
| 3     | GER  | Dennis Lewke         | 21,22 (PB)  |

Die Finalwettkämpfe wurden am 22. August 2010 ausgetragen.

### Diskuswurf
| Platz | Land | Athlet             | Weite (m)  |
| ----- | ---- | ------------------ | ---------- |
| 1     | RSA  | Jacques Du Plessis | 63,94 (PB) |
| 2     | IND  | Arjun Kumar        | 62,52      |
| 3     | CZE  | Jaromir Mazgal     | 60,31      |

Die Finalwettkämpfe wurden am 21. August 2010 ausgetragen.

### Hammerwurf
| Platz | Land | Athlet                 | Weite (m)  |
| ----- | ---- | ---------------------- | ---------- |
| 1     | CHN  | Liu Binbin             | 73,99 (PB) |
| 2     | CYP  | Alexandros Poursanidis | 70,30      |
| 3     | HUN  | Bálazs Töreky          | 70,13      |

Die Finalwettkämpfe wurden am 23. August 2010 ausgetragen.

### Speerwurf
| Platz | Land | Athlet         | Weite (m)  |
| ----- | ---- | -------------- | ---------- |
| 1     | ARG  | Braian Toledo  | 81,78      |
| 2     | USA  | Devin Bogert   | 76,88 (PB) |
| 3     | LAT  | Intars Isejevs | 74,23 (PB) |

Die Finalwettkämpfe wurden am 22. August 2010 ausgetragen.

## Mädchen

### 100 m
| Platz | Land | Athlet          | Zeit (s)   |
| ----- | ---- | --------------- | ---------- |
| 1     | NGR  | Josephine Omaka | 11,58      |
| 2     | USA  | Myasia Jacobs   | 11,64      |
| 3     | DOM  | Fany Chalas     | 11,65 (SB) |

Die Finalwettkämpfe wurden am 21. August 2010 ausgetragen.

Wind: +0,2 m/s

 Rebekka Haase belegte mit 12,08 s Platz acht.

### 200 m
| Platz | Land | Athlet                  | Zeit (s)   |
| ----- | ---- | ----------------------- | ---------- |
| 1     | NGR  | Nkiruka Florence Nwakwe | 23,46 (PB) |
| 2     | BAH  | Tynia Gaither           | 23,68 (PB) |
| 3     | USA  | Olivia Ekpone           | 23,75 (PB) |

Die Finalwettkämpfe wurden am 22. August 2010 ausgetragen.

Wind: +0,7 m/s

### 400 m
| Platz | Land | Athlet            | Zeit (s)   |
| ----- | ---- | ----------------- | ---------- |
| 1     | USA  | Robin Reynolds    | 52,57 (SB) |
| 2     | ROU  | Bianca Răzor      | 53,10      |
| 3     | NGR  | Bukola Abogunloko | 53,47      |

Die Finalwettkämpfe wurden am 21. August 2010 ausgetragen.

 Frédérique Hansen belegte mit 56,35 Platz 12

### 1000 m
| Platz | Land | Athlet             | Zeit (min)   |
| ----- | ---- | ------------------ | ------------ |
| 1     | ETH  | Tizita Ashame      | 2:43,24 (PB) |
| 2     | SUI  | Andrina Schlaepfer | 2:43,84      |
| 3     | KEN  | Damaris Muthee     | 2:45,42 (PB) |

Die Finalwettkämpfe wurden am 23. August 2010 ausgetragen.

 Hanna Klein belegte mit 2:51,40 min Platz 7

### 3000 m
| Platz | Land | Athlet             | Zeit (min)   |
| ----- | ---- | ------------------ | ------------ |
| 1     | KEN  | Gladys Chesir      | 9:13,58 (PB) |
| 2     | JPN  | Moe Kyuma          | 9:23,70      |
| 3     | ERI  | Samrawit Mengsteab | 9:33,53      |

Die Finalwettkämpfe wurden am 22. August 2010 ausgetragen.

### 100 m Hürden
| Platz | Land | Athlet              | Zeit (s)   |
| ----- | ---- | ------------------- | ---------- |
| 1     | RUS  | Jekaterina Bleskina | 13,34      |
| 2     | AUS  | Michelle Jenneke    | 13,46 (PB) |
| 3     | SUI  | Noemi Zbären        | 13,50      |

Die Finalwettkämpfe wurden am 21. August 2010 ausgetragen.

 Franziska Hofmann belegte mit 13,77 s Platz 7

### 400 m Hürden
| Platz | Land | Athlet                | Zeit (s)   |
| ----- | ---- | --------------------- | ---------- |
| 1     | FRA  | Aurélie Chaboudez     | 58,41 (PB) |
| 2     | DEN  | Stina Troest          | 58,88 (PB) |
| 3     | UKR  | Olena Kolesnytschenko | 59,25      |

Die Finalwettkämpfe wurden am 23. August 2010 ausgetragen.

### 2000 m Hindernislauf
| Platz | Land | Athlet            | Zeit (s)     |
| ----- | ---- | ----------------- | ------------ |
| 1     | KEN  | Virginia Nyambura | 6:29,97 (PB) |
| 2     | ETH  | Tsehynesh Tsenga  | 6:37,81      |
| 3     | UKR  | Oxana Rajta       | 6:41,49 (PB) |

Die Finalwettkämpfe wurden am 23. August 2010 ausgetragen.

### Teamrennen im schwedischen Stil
| Platz | Land                 | Athlet | Zeit (min) |
| ----- | -------------------- | --- | ---------- |
| 1     | Gemischte Mannschaft | Amerika Myasia Jacobs ( USA), Tynia Gaither ( BAH), Rashan Brown ( BAH), Robin Reynolds ( USA)                 | 2:05,62    |
| 2     | Gemischte Mannschaft | Afrika Josephine Omaka ( NGR), Nkiruka Florence Nwakwe ( NGR), Izelle Neuhoff ( RSA), Bukola Abogunloko ( NGR) | 2:06,19    |
| 3     | Gemischte Mannschaft | Europa Annie Tagoe ( GBR), Anna Bongiorni ( ITA), Sonja Mosler ( GER), Bianca Răzor ( ROU)                     | 2:07,59    |

Die Finalwettkämpfe wurden am 23. August 2010 ausgetragen.

### 5 km Gehen
| Platz | Land | Athlet              | Zeit (min)    |
| ----- | ---- | ------------------- | ------------- |
| 1     | ITA  | Anna Clemente       | 22:27,38 (PB) |
| 2     | CHN  | Mao Yanxue          | 22:29,42 (PB) |
| 3     | RUS  | Nadeschda Leontjewa | 22:35,05      |

Die Finalwettkämpfe wurden am 21. August 2010 ausgetragen.

### Hochsprung
| Platz | Land | Athlet           | Höhe (m) |
| ----- | ---- | ---------------- | -------- |
| 1     | RUS  | Marija Kutschina | 1,89     |
| 2     | ITA  | Alessia Trost    | 1,86     |
| 3     | POL  | Aneta Rydz       | 1,79 PB  |

Die Finalwettkämpfe wurden am 22. August 2010 ausgetragen.

### Stabhochsprung
| Platz | Land | Athlet             | Höhe (m) |
| ----- | ---- | ------------------ | -------- |
| 1     | SWE  | Angelica Bengtsson | 4,30     |
| 2     | AUS  | Liz Parnov         | 4,25     |
| 3     | UKR  | Hanna Schelech     | 4,20     |

Die Finalwettkämpfe wurden am 21. August 2010 ausgetragen.

 Kira Grünberg belegte mit 3,90 m Platz 5

 Michaela Donie belegte Platz sechs, schaffte jedoch keinen gültigen Sprung.

### Weitsprung
| Platz | Land | Athlet             | Weite (m) |
| ----- | ---- | ------------------ | --------- |
| 1     | GER  | Lena Malkus        | 6,40      |
| 2     | ROU  | Alina Rotaru       | 6,38      |
| 3     | USA  | Le'Tristan Pledger | 6,17 (PB) |

Die Finalwettkämpfe wurden am 21. August 2010 ausgetragen.

 Ivona Dadic belegte mit 5,91 m Platz 6

### Dreisprung
| Platz | Land | Athlet            | Weite (m)  |
| ----- | ---- | ----------------- | ---------- |
| 1     | SWE  | Khaddi Sagnia     | 13,56 (PB) |
| 2     | FRA  | Sokhna Galle      | 13,04      |
| 3     | UKR  | Hanna Alexandrowa | 12,64      |

Die Finalwettkämpfe wurden am 23. August 2010 ausgetragen.

### Kugelstoßen
| Platz | Land | Athlet          | Weite (m)  |
| ----- | ---- | --------------- | ---------- |
| 1     | RUS  | Natalja Tronewa | 15,66 (PB) |
| 2     | CHN  | Gu Siyu         | 15,49      |
| 3     | POL  | Anna Wloka      | 15,48      |

Die Finalwettkämpfe wurden am 22. August 2010 ausgetragen.

### Diskuswurf
| Platz | Land | Athlet           | Weite (m)  |
| ----- | ---- | ---------------- | ---------- |
| 1     | GER  | Shanice Craft    | 55,49 (PB) |
| 2     | HUN  | Krisztina Váradi | 49,92      |
| 3     | SWE  | Heidi Schmidt    | 47,57 (PB) |

Die Finalwettkämpfe wurden am 21. August 2010 ausgetragen.

### Hammerwurf
| Platz | Land | Athlet              | Weite (m) |
| ----- | ---- | ------------------- | --------- |
| 1     | FRA  | Alexia Sedykh       | 59,08     |
| 2     | BLR  | Alena Nawahrodskaja | 57,34     |
| 3     | CHN  | Xia Youlian         | 56,62     |

Die Finalwettkämpfe wurden am 23. August 2010 ausgetragen.

### Speerwurf
| Platz | Land | Athlet                  | Weite (m)  |
| ----- | ---- | ----------------------- | ---------- |
| 1     | UKR  | Kateryna Derun          | 54,59 (PB) |
| 2     | CUB  | Lismania Munoz Barcelay | 52,40      |
| 3     | USA  | Hannah Carson           | 50,64      |

Die Finalwettkämpfe wurden am 22. August 2010 ausgetragen.

 Christin Hussong belegte mit 49,89 m Platz 4

 Nathalie Meier belegte mit 48,61 m Platz 7

 Noémie Pleimling belegte mit 46,20 m Platz 10